# 光了寺 (古河市)
光了寺（こうりょうじ）は、茨城県古河市中田にある真宗大谷派の寺院。

## 歴史
かつては武蔵国高柳村（現久喜市高柳）にあり、天台宗の「高柳寺」と称した。建保年間（1213年 – 1218年）、住職の円崇興悦が親鸞の弟子となって、法名を「西願」と改め、浄土真宗の「光了寺」となる。のち五世・感悦のときに高柳から栗橋に移り、六世・悦信のときに栗橋から中田に移ったと伝えられている。
当寺には鎌倉時代初期に源義経の愛妾・静御前が葬られ、遺品として守本尊・舞衣・義経の懐剣が納められたという伝承がある。

## 伝承
静御前は奥州・平泉に逃れた源義経を追って、侍女の琴柱とともに古河の下辺見村まで来たが、ここで義経の死を知り、橋の上で奥州に行くか京に戻るか思案したのちに戻ることとした。しかし悲しみのあまり、伊坂（現久喜市栗橋）で病に伏し、亡くなったため、琴柱は静御前を当寺に葬り、墓の印として一本の杉を植えたという 。この伝承は寺蔵の『静女蛙蟆龍御衣略縁起』によるが実物は現存していない。近世の地誌『古河志』や『利根川図志』の引用、あるいは古河市仁連の個人所蔵版本『静女蛙蟆龍御衣略縁起』（文政9年）が残されている。 静御前が思案した橋は「思案橋」と呼ばれ、今でも下辺見の国道354号・向堀川上の道路橋が「思案橋」と名付けられている。

## 境内
山門を入ると右手に宝物殿があり、文化財に指定された後述の聖徳太子立像・蛙蟆龍（あまりょう）の御衣、他にも、静御前の守本尊・源義経の懐剣・アブミ・伝弘法大師作の大黒天の灰像など寺宝が所蔵されている。なお、寺宝見学には事前の予約が必要である。

## 文化財
- 木造聖徳太子立像（松葉太子像）： 一躯、像高96cm、寄木造・玉眼・彩色。聖徳太子七歳の像。銘記・作者ともに不明だが鎌倉時代前期の特徴をもつ。太子像は沈鬱な表情が多いが、本作品は毅然とした中に明るさを漂わせており、美術的・年代的、また七歳像の稀少性からも貴重な作品と評価されている。茨城県指定有形文化財（彫刻）[8][9]。
- 蛙蟆龍（あまりょう）の御衣： 源義経の愛妾・静御前の舞衣。京都・神泉苑において雨乞いの儀式で舞った際、後鳥羽院より下賜されたと伝えられている[3][7]。一領、縦93cm、横59cm。黒藍の地に、緑糸で平縫いした円錐多層宝塔、塔の上には金銀糸の日と月、下には菱型の瑞雲と飛鶴があしらってあり、遺例が少ない形式である。雲文の表現に中国の明時代の特徴が見られる[10]。

## 交通
鉄道
東日本旅客鉄道（JR東日本）宇都宮線古河駅東口から徒歩70分（約5.5 km）、タクシー15分、西口にて市内観光用無料レンタル自転車「コガッツ」利用可。
JR宇都宮線栗橋駅東口から徒歩35分（約2.7 km）、タクシー10分。